# 烏克蘭憲法
烏克蘭憲法（羅馬化：Konstytutsiia Ukrainy）是烏克蘭的憲法，於1996年6月28日由烏克蘭最高議會以315票贊成票通過制定（總共400票，通過門檻為300票），共分為15章。烏克蘭的所有法律、規定都需遵守烏克蘭憲法，國會得以經特殊立法程序修憲，憲法的解釋權歸於憲法法院。自1996年起烏克蘭將6月28日訂為憲法日，為該國的國定假日。
2018年的憲法日，烏克蘭總統彼得·波洛申科宣布將1710年由烏克蘭蓋特曼佩利普·奧爾雷克所著的憲法作為烏克蘭憲法的前身；2019年2月7日，烏克蘭最高議會通過修憲，將加入北約與歐盟作為該國的策略目標入憲。

## 历史
1995年6月5日之前，乌克兰一直采用的是1978年通过的《乌克兰苏维埃社会主义共和国宪法》，该宪法以《1977年苏联宪法》为基础，之后曾经过多次修订。

## 乌克兰宪法体系

### 修订
經烏克蘭法律修訂，
- 日期為2004年12月8日 N 2222-IV，
- 日期為2011年2月1日 N 2952-VI，
- 日期為2013年9月19日 N 586-VII，
- 日期為2014年2月21日N 742-VII，
- 日期為2016年6月2日 N 1401-VIII，
- 日期為2019年2月7日，N 2680-VIII
- 根據烏克蘭憲法法院2010年9月30日的裁決 N 20-рп/2010，2004年12月8日的修订被認為不符合烏克蘭憲法（違憲）
- N 2222-IV烏克蘭法律  憲法審議和接受程序

烏克蘭憲法條款，1996年6月28日烏克蘭最高拉達第五次會議通過，並根據2004年12月8日烏克蘭法律進行修訂和補充 N 2222-IV，2011年2月1日N 2952-VI， 2013年9月19日N 586-VII，根據2014年2月21日烏克蘭法律N 742-VII 在烏克蘭境內被承認有效。

## 前言
烏克蘭最高拉達代表烏克蘭人民－烏克蘭各族公民，
表達人民的主權意志，
依靠烏克蘭國家形成的數百年歷史以及烏克蘭民族和全體烏克蘭人民行使自決權的基礎，
注意確保人權和自由以及體面的生活條件，
關心加強烏克蘭土地上的公民和諧，確認烏克蘭人民的歐洲認同以及烏克蘭的歐洲和歐洲大西洋路線的不可逆轉性，
努力發展和加強民主、社會、法制國家，
意識到在上帝、自己的良心、前世、今世和後代面前的責任，
遵循1991年8月24日《烏克蘭獨立宣言》，並於1991年12月1日經全國投票批准，
通過這部憲法——烏克蘭基本法。

## 宪法内容[7]

### 第一節 一般原則（Загальні засади ）
第1条 乌克兰是一个主权独立、民主、社会、法治国家。
第2条 乌克兰的主权延伸至其全部领土。乌克兰是一个单一制国家。乌克兰的领土在其现有边界内是完整且不可侵犯的。
第3条 人的生命和健康、荣誉和尊严、不可侵犯性和安全在乌克兰被视为最高社会价值。
人的权利和自由及其保障决定了国家活动的内涵和方向。国家对其活动向人民负责。确认和保障人的权利和自由是国家的首要职责。
第4条 乌克兰实行单一公民制。获得和丧失乌克兰公民身份的条件由法律规定。
第5条 乌克兰是一个共和国。乌克兰的主权和唯一权力来源是人民。人民通过国家权力机关和地方自治机关直接行使权力。确定和改变乌克兰宪法秩序的权利属于人民，国家、国家机关或官员不得僭越。任何人不得僭越国家权力。
第6条 乌克兰的国家权力按照立法、行政和司法三权分立的原则行使。立法、行政和司法机关在宪法规定的范围内，按照乌克兰法律行使职权。
第7条 乌克兰承认并保障地方自治。
第8条 乌克兰承认并实行法治原则。乌克兰宪法具有最高法律效力。法律和其他规范性法律文件应根据乌克兰宪法制定，并应符合宪法。乌克兰宪法的规定具有直接效力。根据乌克兰宪法，直接向法院提起诉讼以保护个人和公民的宪法权利和自由是受保障的。
第9条 经乌克兰最高拉达批准生效的国际条约是乌克兰国家立法的一部分。与乌克兰宪法相抵触的国际条约，只有在对乌克兰宪法作出相应修改后才能签订。
第10条 乌克兰的官方语言是乌克兰语。国家确保乌克兰语在乌克兰全境的社会生活各个领域得到全面发展和使用。乌克兰保障俄语和其他乌克兰少数民族语言的自由发展、使用和保护。国家促进国际交流语言的学习。乌克兰的语言使用由《乌克兰宪法》保障，并由法律规定。
第11条 国家促进乌克兰民族的团结和发展，其历史意识、传统和文化，以及乌克兰所有土著民族和少数民族的民族、文化、语言和宗教特色的发展。
第12条 乌克兰关心居住在国外的乌克兰人的民族文化和语言需求。
第13条 乌克兰领土内的土地、地下资源、大气、水资源和其他自然资源，以及大陆架和专属（海洋）经济区内的自然资源，均为乌克兰人民的财产。代表乌克兰人民行使所有权的是国家机关和地方自治机关，其权限由本宪法规定。每个公民都有权依法使用属于人民所有权的自然资源。
所有权意味着责任。所有权不得用于损害个人和社会利益。国家保障所有所有权和经营主体的权利，保障经济的社会主义方向。所有所有权主体在法律面前一律平等。
第 14 条 土地是国家的主要财富，受到国家的特别保护。土地所有权得到保障。该权利由公民、法人和国家根据法律获得和行使。
第 15 条 乌克兰的社会生活基于政治、经济和意识形态的多样性原则。任何意识形态均不得被国家视为强制性的。禁止审查制度。国家保障宪法和法律未禁止的政治活动自由。
第16条。保障乌克兰境内的生态安全和维持生态平衡，克服切尔诺贝利灾难——一场全球性灾难的影响，保护乌克兰人民的基因库，是国家的义务。
第17条。保护乌克兰的主权和领土完整，确保其经济和信息安全，是国家最重要的职能，是全体乌克兰人民的事业。
- 乌克兰的国防、主权、领土完整和不可侵犯性由乌克兰武装力量负责。
- 保障国家安全和保护乌克兰国家边界由相应的军事单位和国家执法机构负责，其组织和活动程序由法律规定。
- 乌克兰武装力量和其他军事单位不得被任何人用于限制公民的权利和自由，或用于推翻宪法秩序、消除权力机构或妨碍其活动。
- 国家保障在乌克兰武装力量和其他军事单位服役的乌克兰公民及其家属的社会保障。
- 在乌克兰境内，禁止建立和运作法律未规定的任何军事单位。
- 在乌克兰境内，不允许设立外国军事基地。

第18条 乌克兰的外交活动旨在通过与国际社会成员按照公认的国际法原则和规范保持和平与互利合作，来保障其国家利益和安全。
第19条 乌克兰的法律秩序基于以下原则：任何人不得被强迫做法律未规定的事情。
国家机关和地方自治机关及其官员必须仅在宪法和乌克兰法律规定的范围内、以宪法和法律规定的方式行事。
第20条 乌克兰的国家象征是乌克兰国旗、乌克兰国徽和乌克兰国歌。
- 乌克兰国旗为两条等宽的蓝色和黄色水平条纹。
- 乌克兰大国徽由乌克兰小国徽和扎波罗热军徽组成，由乌克兰最高拉达至少三分之二的宪法成员通过法律确定。
- 乌克兰国徽的主要元素是弗拉基米尔大公国的徽章（乌克兰小国徽）。
- 乌克兰国歌是根据M. Verbytsky的音乐创作的，歌词由乌克兰最高拉达至少三分之二的宪法成员通过的法律批准。
- 乌克兰国家象征的描述及其使用程序由法律规定，该法律须经乌克兰最高拉达至少三分之二的宪法组成通过。
- 乌克兰的首都为基辅市。

### 第二節 個人和公民的權利、自由和義務
第 21 条 人人在尊严和权利上一律平等人人享有自由，在尊严和权利上一律平等。人权和自由是不可剥夺和不可侵犯的。
第 22 条：权利和自由本宪法规定的人和公民的权利与自由并非详尽无遗。宪法权利和自由是有保障的，不能取消。在通过新法律或修订现有法律时，不得缩小现有权利和自由的内容和范围。
第 23 条 人人有权在不侵犯他人权利和自由的条件下自由发展自己的个性，并对确保其个性自由和全面发展的社会负有义务。
第 24 条：公民享有平等的宪法权利和自由，在法律面前一律平等。公民享有平等的宪法权利和自由，在法律面前一律平等。不得有任何基于种族、肤色、政治、宗教或其他信仰、性别、民族或社会出身、财产状况、居住地、语言或其他特征的特权或限制。应确保男女权利平等在社会、政治和文化活动、教育和职业培训、劳动和劳动报酬方面为妇女提供与男子平等的机会；采取特别措施保护妇女的劳动和健康，并建立养老金福利；创造条件使妇女能够兼顾工作和生育；为母亲和儿童提供法律保护、物质和精神支持，包括为孕妇和母亲提供带薪休假和其他福利。
第 25 条 乌克兰公民不能被剥夺国籍和改变国籍的权利。乌克兰公民不得被驱逐出乌克兰或引渡到其他国家。乌克兰保障对其海外公民的照顾和保护。
第 26 条：除乌克兰宪法、法律或国际条约规定的例外情况外，合法居住在乌克 兰的外国人和无国籍人士享有与乌克兰公民同样的权利和自由，并承担同样的责 任。外国人和无国籍人士可根据法律规定的程序获得庇护。
第 27 条：人人享有固有的生命权。不得任意剥夺任何人的生命。国家有责任保护人的生命。每个人都有权保护自己的生命和健康以及他人的生命和健康不受非法侵犯。
第 28 条  人人有权享受其尊严的尊重。不得对任何人实施酷刑、残忍、不人道或有辱人格的待遇或处罚。未经本人自由同意，不得对任何人进行医学、科学或其他实验。
第 29 条 人人有权享有人身自由和安全。除非有合理的法院判决，并且只能以法律规定的理由和方式，否则不得逮捕或拘留任何人。
为紧急预防或制止犯罪，经法律授权的机关批准，可采取临时性预防措施拘留被拘留人，但拘留理由须经法院在七十二小时内核实。被拘留人自拘留之日起七十二小时内未收到法院关于拘留的合理决定的，应立即释放。每个被逮捕或拘留的人都必须被及时告知其被逮捕或拘留的原因，其权利必须得到解释，并有机会为自己辩护，从被逮捕的那一刻起就有辩护律师为其提供法律援助。每个被拘留者都有权在任何时候就其拘留向法院提出上诉。被捕或被拘留者的亲属必须立即获知其被捕或被拘留的消息。
第 30 条保障人人住宅不受侵犯。除非有合理的法庭裁决，否则不允许进入个人住宅或其他财产进行检查或搜查。在与拯救生命和财产或直接起诉犯罪嫌疑人有关的紧急情况下，可使用法律规定的其他程序进入个人住所或其他财产，对其进行检查和搜查。
第31条 人人享有通信、电话交谈、电报和其他通信秘密的保障。只有在法律规定的情况下，为防止犯罪或在侦查刑事案件过程中查明真相，且无法通过其他方式获得信息时，法院才可以规定例外。
第 32 条 个人和家庭生活除《乌克兰宪法》规定的情况外，任何人的私人和家庭生活不得受到干涉。未经个人同意，不得收集、储存、使用和传播有关个人的机密信息，但法律规定的情况除外，而且只能用于维护国家安全、经济福利和人权。每个公民都有权了解国家机关、地方自治机构、机构和组织中不属于受法律保护的国家机密或其他机密的有关自己的信息。每个人都有权驳斥有关其本人及其家庭成员的虚假信息，有权要求撤回任何信息，并有权就收集、储存、使用和传播此类虚假信息所造成的物质和精神损害获得赔偿。
第 33 条 保障合法居住在乌克兰境内的每个人的行动自由、自由选择居住地和自由离开乌克 兰领土的权利，法律规定的限制除外。任何时候都不得剥夺乌克兰公民返回乌克兰的权利。
第34 条 人人有思想和言论自由、自由表达自己的观点和信仰的权利。每个人都有权以口头、书面或任何其他自己选择的方式自由收集、存储、使用和传播信息。为了维护国家安全、领土完整或公共秩序，为了防止混乱或犯罪，为了保护公共健康，为了保护他人的名誉或权利，为了防止泄露秘密收到的信息，或者为了维护司法机关的权威和公正，这些权利的行使可能会受到法律的限制。
第35条 人人有思想和宗教自由的权利。此项权利包括信仰或不信仰任何宗教的自由、单独或集体举行宗教仪式和宗教仪式的自由以及从事宗教活动的自由。只有为了保护公共秩序、人民的健康和道德或保护他人的权利和自由，才能依法限制行使这一权利。乌克兰的教会和宗教组织与国家分离，学校与教会分离。国家不得承认任何宗教具有强制性。任何人不得以宗教信仰为由免除其对国家的义务或拒绝遵守法律。如果履行军事义务与公民的宗教信仰相抵触，则必须以替代性（非军事）服役代替履行这一义务。
第36条 乌克兰公民有自由加入政党和社会组织以行使和保护其权利和自由、满足政治、经济、社会、文化和其他利益的自由，但法律为维护国家安全和社会秩序、保护公共卫生或保护他人权利和自由所规定的限制除外。乌克兰政党促进公民政治意愿的形成和表达，并参与选举。只有乌克兰公民才能成为政党成员。对政党成员的限制由本《宪法》和乌克兰法律专门规定。公民有权参加工会，以保护其劳动、社会和经济权益。工会是以职业活动为基础将具有共同利益的公民联合起来的非政府组织。工会在其成员自由选择的基础上成立，无需事先获得许可。所有工会享有平等权利。对加入工会的限制由本《宪法》和乌克兰法律专门规定。不得强迫任何人加入任何公民团体，也不得因其属于或不属于政党或公共组织而限制其权利。所有公民团体在法律面前一律平等。
第37条 禁止成立和开展以下列为纲领目标或行动的政党和社会组织：消灭乌克兰独立、以武力改变乌克兰宪法秩序、侵犯国家主权和领土完整、破坏国家安全、非法夺取国家政权、煽动战争和暴力、煽动民族、种族和宗教仇恨、侵犯人权和自由以及损害人民的健康。政党和非政府组织不能拥有准军事部队。不允许在行政和司法机关、地方自治政府执行机构、军事机构以及国有企业、教育机构和其他国家机构和组织中建立和运作政党组织机构。只有在法庭上才能禁止公民社团的活动。
第38条 公民有权参与管理国家事务，参加全乌克兰和地方全民公决，自由选举和被选举担任国家权力机关和地方自治机关职务。公民享有担任公职和在地方自治机构任职的平等权利。
第39条 公民有和平、不携带武器集会、举行会议、集会、游行、示威的权利，但须事先向行政机关或地方自治机关通知。只有为了国家安全和公共秩序--防止暴乱或犯罪、保护公众健康或保护他人的权利和自由--法院才可依法对行使这一权利施加限制。
第40条 每个人都有权以个人或集体书面形式或者亲自向国家机关、地方自治机构及其官员和职员提出申诉；上述人员有义务在法律规定的期限内审议申诉并作出合理答复。
第41条 每个人都有权拥有、使用和处置自己的财产和自己的智力创造成果。私有产权根据法律规定的程序获得。公民可以依法使用国家和市政财产来满足自己的需要。不得非法剥夺任何人的财产权。私有财产权不可侵犯。征用私有财产只能作为出于社会需要的例外情况，在法律规定的基础上并按照法律规定的程序进行，并事先对其价值进行充分补偿。只有在戒严或紧急状态下，才允许强制转让此类物品，并随后对其价值进行全额补偿。只有在法律规定的情况、范围和程序下，才能根据法院判决没收财产。财产的使用不得损害公民的权利、自由和尊严以及社会利益，也不得恶化土地的环境状况和自然质量。
第42条 任何人都有从事法律未禁止的创业活动的权利。国家机关和地方自治机构的代表、官员和雇员的创业活动受法律限制。国家保障企业经营活动中的竞争保护。禁止滥用市场垄断地位、非法限制竞争和不正当竞争。垄断的种类和限度由法律规定。国家保护消费者的权利，控制产品、各类服务和工程的质量和安全，促进消费者组织的活动。
第43条 人人有工作的权利，这项权利包括凭他自由选择或接受的工作来谋生的机会。国家为公民充分行使工作权创造条件，保障公民在选择职业和劳动活动类型方面的平等机会，并根据社会需求实施职业教育、人员培训和再培训计划。禁止使用强迫劳动。兵役或替代性（非兵役）服役，以及根据判决或其他法院裁决或根据戒严法和紧急状态法从事的工作或服务，不被视为强迫劳动。人人有权享有适当、安全和健康的工作条件，并有权获得不低于法律规定的工资。禁止雇用妇女和未成年人从事有害其健康的工作。保障公民免受非法解雇。及时获得工作报酬的权利受法律保护。
第44条 劳动者有权罢工，以维护自己的经济和社会利益。行使罢工权的程序由法律规定，同时考虑到确保国家安全、健康保护、其他人的权利和自由的需要。不得强迫任何人参加或不参加罢工。禁止罢工只能以法律为依据。
第45条 每一个劳动者都有休息的权利。通过提供每周休息日、带薪年假、缩短某些职业和行业的工作日以及缩短夜间工作时间来确保这一权利。工作时间的最长期限、休息和带薪年假、周末和节假日的最低期限以及行使此项权利的其他条件由法律规定。
第46条 公民享有享受社会保障的权利，包括在全部、部分或暂时丧失劳动能力，失去养家糊口的人，因不可抗力原因失业，以及年老和法律规定的其他情况下获得社会保障的权利。这项权利由强制性国家社会保险提供保障，保险费由个人、企业、机构和组织以及预算和其他社会保障来源缴纳；还通过建立国家、市政和私营残疾人护理机构网络提供保障。作为主要生活来源的养老金、其他类型的社会付款和福利应确保不低于法律规定的最低生活水平。
第47条 人人有住房的权利。国家创造条件，确保每个公民都能建造、购买或租赁住房。国家和地方政府依法为需要社会保护的公民免费或以负担得起的价格提供住房。除非根据法律和法院判决，否则不得强行剥夺任何人的住宅。
第48条 人人有权为他自己和家属享受相当的生活水准，包括足够的食物、衣着和住房。

### 第三章 選舉，公投（ВИБОРИ. РЕФЕРЕНДУМ ）
第 69 条  人民的意志应通过选举、公民投票和其他形式的直接民主来表达。
第 70 条 在选举和全民公决日年满 18 岁的乌克兰公民享有投票权。被法院宣布为无行为能力的公民无权投票。
第 71 条 选举国家和地方自治机构应是自由的，并应在普遍、平等和直接选举的基础上以无记名投票方式进行以保障选民自由表达意愿。
第 72 条 全乌克兰全民公决由乌克兰最高拉达或乌克兰总统根据本《宪法》规定的权力召集。
应至少 300 万有投票权的乌克兰公民的要求，在至少三分之二的地区征集到全民投票签名，且每个地区至少有 10 万个签名的情况下，由人民倡议宣布举行全乌克兰全民投票。
第 73 条：关于乌克兰领土变更的问题，必须通过全乌克兰全民公投来解决。
第 74 条：全民投票不允许就税收、预算和大赦方面的法律草案进行全民公决。

### 第五章 烏克蘭總統（ПРЕЗИДЕНТ УКРАЇНИ）
第 102 条 乌克兰总统是国家元首，代表国家行事。乌克兰总统是国家主权、乌克兰领土完整、遵守《乌克兰宪法》、人权和公民权利及自由的保障者。乌克兰总统是实施国家战略方针的保证人，其目标是成为欧洲联盟和北大西洋公约组织的正式成员。
第 103 条 乌克兰总统由乌克兰公民根据普遍、平等和直接的选举权，通过无记名投票选举产生，任期五年。
年满 35 岁、有选举资格、在选举日前十年内居住在乌克兰并精通乌克兰国语的乌克 兰公民可当选乌克兰总统。同一人不得连任两届以上乌克兰总统。
乌克兰总统不得担任任何其他代表职务，不得在国家机关或公民协会中任职，不得从事其他有偿或企业活动，也不得担任营利性企业的管理机构或监事会成员。
乌克兰总统的定期选举应在总统任期第五年三月的最后一个星期日举行。在乌克兰总统权力提前终止的情况下，乌克兰总统选举应在权力终止之日起 90 天内举行。乌克兰总统的选举程序由法律规定。
第104条 新当选的乌克兰总统应在选举结果正式公布后三十天内就职，并在乌克兰最高拉达的隆重会议上向人民宣誓就职。
乌克兰总统宣誓如下：
我，（姓名），经人民选举当选为乌克兰总统，就任此要职之际，郑重宣誓对乌克兰的忠诚。我承诺，将以全部力量捍卫乌克兰的主权和独立，关心祖国的福祉和乌克兰人民的幸福，维护公民的权利和自由，遵守乌克兰宪法和法律，履行职责以符合全体同胞的利益，提升乌克兰在世界上的地位。
提前选举产生的乌克兰总统在选举结果正式公布后五天内宣誓就职。
第 105 条 乌克兰总统在任期内享有豁免权。对于侵犯乌克兰总统荣誉和尊严的行为，将依法将肇事者绳之以法。乌克兰总统的头衔受法律保护，终身有效，除非乌克兰总统被弹劾免职。
第106条 乌克兰总统：
1) 保障国家独立、国家安全和国家继承权；
2) 向人民发表讲话，并向乌克兰最高拉达发表年度和特别讲话，介绍乌克兰的国内和国际形势；
3) 在国际关系中代表国家，领导国家的外交活动，进行谈判并签订乌克兰的国际条约；
4) 决定是否承认外国；
5）任命和罢免乌克兰驻其他国家和国际组织的外交代表；接受外国外交代表的国书和递交国书；
6）根据本宪法第156条的规定，就修改乌克兰宪法举行全乌克兰全民公投，宣布根据人民倡议举行全乌克兰全民公投；
7) 在本宪法规定的期限内，任命乌克兰最高拉达的特别选举；
8) 在本宪法规定的情况下，终止乌克兰最高拉达的职权；
9）根据乌克兰最高拉达中根据乌克兰宪法第83条组成的议员派别联盟的提议，在收到该提议后十五天内，向乌克兰最高拉达提出任命乌克兰总理的建议；
10）向乌克兰最高拉达提出任命乌克兰国防部长、乌克兰外交部长的人选；
11）经乌克兰最高拉达同意，任命和免去总检察长；
12）任命和免去乌克兰国家银行理事会半数成员；
13）任命和免除乌克兰国家广播电视委员会半数成员的职务；
14）向乌克兰最高拉达提交关于任命和免除乌克兰安全局局长的提议；
15）以不符合本宪法为由暂停乌克兰内阁的法令，同时向乌克兰宪法法院提出关于其合宪性的申请；
16）废除克里米亚自治共和国部长理事会的法令；
17）担任乌克兰武装部队总司令；任命和免除乌克兰武装部队及其他军事单位的高级指挥官；领导国家安全和国防领域的工作；
18）领导乌克兰国家安全与国防委员会；
19）向乌克兰最高拉达提出宣战建议，并在乌克兰遭受武装侵略时，决定使用乌克兰武装部队和其他根据乌克兰法律组建的军事组织；
20）根据法律，在面临攻击威胁、乌克兰国家独立面临危险的情况下，决定在乌克兰或其部分地区进行全面或部分动员并实施戒严；
21) 在必要时，决定在乌克兰或其部分地区实施紧急状态，并在必要时宣布乌克兰部分地区为紧急生态情况区，随后由乌克兰最高拉达批准这些决定；
22) 任命乌克兰宪法法院三分之一的成员；
23) 第106条第一部分第23项已删除
24) 授予高级军事衔、高级外交衔和其他高级特殊衔和职级；
25) 授予国家奖章；设立总统奖章并授予；
26）决定授予乌克兰国籍和终止乌克兰国籍，以及在乌克兰提供庇护；
27）实施赦免；
28）在乌克兰国家预算规定的资金范围内，为履行其职权设立咨询、顾问和其他辅助机构和服务；
29）签署乌克兰最高拉达通过的法律；
30）对乌克兰最高拉达通过的法律（除修改乌克兰宪法的法律外）拥有否决权，并将其退回乌克兰最高拉达重新审议；
31）行使乌克兰宪法规定的其他职权。
乌克兰总统不得将自己的职权转让给其他人或机构。
乌克兰总统根据乌克兰宪法和法律，颁布在乌克兰境内必须执行的法令和命令。
乌克兰总统根据本条第5、18、21款规定的职权颁布的法令，须由乌克兰总理和负责该法令及其执行的部长签字。
第107条 乌克兰国家安全与国防委员会是乌克兰总统下属的国家安全与国防事务协调机构。
- 乌克兰国家安全与国防委员会负责协调和监督国家安全与国防领域执行机构的活动。
- 乌克兰国家安全与国防委员会主席为乌克兰总统。
- 乌克兰国家安全与国防委员会的成员由乌克兰总统任命。
- 乌克兰国家安全与国防委员会的成员包括乌克兰总理、乌克兰国防部长、乌克兰安全局局长、乌克兰内务部长和乌克兰外交部长。
- 乌克兰最高拉达主席可以参加乌克兰国家安全与国防委员会的会议。
- 乌克兰国家安全与国防委员会的决定由乌克兰总统颁布。
- 乌克兰国家安全与国防委员会的职权和职能由法律规定。

第108条 乌克兰总统在新当选总统就职之前行使职权。
在以下情况下，乌克兰总统的职权提前终止：
1）辞职；
2）因健康状况无法履行其职权；
3）通过弹劾程序被免职；
4）死亡。
第 109 条 乌克兰总统的辞职自其在乌克兰最高拉达会议上亲自宣布辞职之日起生效。
第110条 乌克兰总统因健康原因无法履行其职权，应由乌克兰最高拉达会议确定，并根据最高拉达的请求，由最高拉达以宪法规定的多数票通过，并附有最高法院的书面意见和医疗证明。
第111条 乌克兰总统因犯有叛国罪或其他罪行，可由乌克兰最高拉达通过弹劾程序罢免。
- 罢免乌克兰总统的弹劾程序由乌克兰最高拉达的宪法组成多数发起。
- 为了进行调查，乌克兰最高拉达成立一个特别临时调查委员会，其中包括特别检察官和特别调查员。
- 临时调查委员会的结论和建议在乌克兰最高拉达会议上审议。
- 如果有理由，乌克兰最高拉达以至少三分之二的宪法组成通过决议，对乌克兰总统提出指控。
- 关于通过弹劾程序罢免乌克兰总统的决定，由乌克兰最高拉达以不少于其宪法组成成员的四分之三通过，但须经乌克兰宪法法院审查案件并就弹劾调查和审理程序是否符合宪法作出结论，以及经最高法院就弹劾总统的行为是否构成叛国罪或其他犯罪作出结论。包含叛国罪或其他犯罪的特征。

第112条 根据本宪法第108、109、110、111条，如果乌克兰总统的任期提前终止，在选举和新总统就职之前，乌克兰最高拉达主席将代行总统职责。乌克兰最高拉达主席在履行乌克兰总统职责期间，不得行使《乌克兰宪法》第106条第2、6至8、10至13、22、24、25、27、28款规定的职权。

### 第九章 烏克蘭的領土結構（ТЕРИТОРІАЛЬНИЙ УСТРІЙ УКРАЇНИ）
第 132 条领土结构
乌克兰的领土制度基于国家领土的统一和完整性、国家权力行使中的集中与分散相结合、地区社会经济发展的平衡性，同时考虑到各地区的历史、经济、环境、地理和人口特征以及民族和文化传统。
第133条 乌克兰的行政区划体系包括克里米亚自治共和国、州、区、市、市辖区、镇和村。
乌克兰由以下地区组成：克里米亚自治共和国、文尼察州、沃伦州、第聂伯罗彼得罗夫斯克州、顿涅茨克州、日托米尔州、扎卡尔帕蒂亚州、扎波罗热州、伊万诺-弗兰科夫斯克州、基辅州、基洛夫格勒州、卢甘斯克州、利沃夫州、尼古拉耶夫州、敖德萨州、波尔塔瓦州、罗夫诺州、苏姆州、特尔诺皮尔州、哈尔科夫州、赫尔松州、 赫梅利尼茨基州、切尔卡瑟州、切尔诺夫策州、切尔尼戈夫州，以及基辅市和塞瓦斯托波尔市。
基辅市和塞瓦斯托波尔市具有乌克兰法律规定的特殊地位。
第十章 克里米亞自治共和國
第十一章 地方自治
第十二章 烏克蘭憲法法院
第十三章 烏克蘭憲法修正案
第十四章 最終規定
第十五章 過渡規定（ПЕРЕХІДНІ ПОЛОЖЕННЯ）
1. 在本宪法生效之前通过的法律和其他规范性文件，在不与乌克兰宪法相抵触的范围内继续有效。
2. 乌克兰最高拉达在通过《乌克兰宪法》后，行使本宪法规定的职权。
乌克兰最高拉达的定期选举将于1998年3月举行。
3. 乌克兰总统的定期选举将于1999年10月的最后一个星期日举行。
4. 乌克兰总统在《乌克兰宪法》生效后三年内，有权就法律未作规定的经济问题，颁布经乌克兰内阁批准并由乌克兰总理签署的法令，同时按照本宪法第93条规定的程序，向乌克兰最高拉达提交相应的法案。
乌克兰总统的此类法令在提交法案之日起三十个日历日内（不包括休会期间），如果乌克兰最高拉达未通过该法案或未以宪法规定的多数票否决该法案，则该法令生效，并一直有效，直到乌克兰最高拉达就这些问题通过的法律生效为止。
5. 乌克兰内阁应按照本宪法在宪法生效后三个月内组成。
6. 乌克兰宪法法院应按照本宪法在宪法生效后三个月内组成。在乌克兰宪法法院成立之前，法律的解释由乌克兰最高拉达进行。
7. 本宪法生效后，地方国家行政机构负责人根据本宪法第 118 条获得地方国家行政机构负责人的地位，并在相关委员会负责人当选后，放弃这些委员会负责人的职权。
8. 农村、镇、市议会及其主席在《乌克兰宪法》生效后，在1998年3月选举出新议会之前，继续行使宪法规定的职权。
在本宪法生效前选举产生的区、州议会，在根据《乌克兰宪法》组建新议会之前，继续行使宪法规定的职权。
城市中的区议会及其主席在《宪法》生效后，应按照法律行使职权。
9. 检察机关应继续按照现行法律履行预审调查职能，直至相关机构成立， 根据法律将相关职能移交的机构开始运作之前，以及在执行刑事案件的法院判决、采取其他与限制公民人身自由有关的强制措施时，继续履行监督法律遵守情况的职能，直到关于建立双重定期监狱检查制度的法律生效为止。
10. 在根据本宪法第 118 条通过规定基辅市和塞瓦斯托波尔市行政权力行使特点的法律之前，这些城市的行政权力由相应的国家行政机构行使。
11. 本宪法第 99 条第一部分在引入国家货币单位——格里夫纳后生效。
12. 最高法院和最高仲裁法院按照乌克兰现行法律行使职权，直到根据本宪法第125条在乌克兰建立普通管辖权法院体系为止，但不超过五年。
在乌克兰所有法院中，在本宪法生效之日前当选或任命的法官，继续按照现行法律行使职权，直至其当选或任命的任期届满。
在本宪法生效之日职权届满的法官，继续行使职权一年。
13. 本宪法生效后五年内，对涉嫌犯罪的人员的逮捕、羁押和拘留，以及对个人住所或其他财产的搜查和检查，仍按照现行程序进行。
15. 根据乌克兰宪法法院2010年9月30日第20-рп/2010号裁决，在恢复1996年6月28日版本的乌克兰宪法条款后，乌克兰最高拉达的定期选举将于2012年10月的最后一个星期日举行。
16. 根据乌克兰宪法法院2010年9月30日第20-рп/2010号裁决，恢复1996年6月28日版本的乌克兰宪法条款后，乌克兰总统定期选举将于2015年3月的最后一个星期日举行。
16. 根据乌克兰宪法法院2010年9月30日第20-rp/2010号裁决，在恢复1996年6月28日版本的乌克兰宪法条款后，乌克兰总统的定期选举将于2015年3月的最后一个星期日举行。
16.1. 自《乌克兰宪法修正案（关于司法）》生效之日起：
1）在最高司法委员会成立之前，其职权由最高司法委员会行使。最高司法委员会通过重组最高司法委员会成立。在选举（任命）最高司法委员会成员之前，该机构由最高司法委员会成员组成，其任期不得超过2019年4月30日。最高司法委员会成员的选举（任命）应在2019年4月30日之前完成；
2）任期为五年的法官的职权在任期届满时终止。此类法官可按照法律规定的程序被任命为法官；
3）被选为无任期法官的法官，在被解雇或根据《乌克兰宪法》规定的理由终止其职权之前，继续行使职权；
4）在《乌克兰宪法修正案（关于司法）》生效之前，被任命为五年任期或被选为无任期法官的法官是否适合其职位，应按照法律规定的程序进行评估。根据评估结果，如果法官不符合职位要求，包括能力、职业道德或诚信方面，或者法官拒绝接受评估，则可以将其免职。评估结果免职法官的程序和理由由法律规定；
5）在乌克兰《关于修改乌克兰宪法（关于司法）的法律》生效前成立的个别法院进行重组或撤销的情况下，这些法院的法官有权按照法律规定的程序提交辞职申请或参加其他法官职位的竞争。法官调任其他法院职位的具体规定可由法律确定；
6）在根据《乌克兰宪法》关于权力下放的修改实施新的行政区划之前，但最迟不超过2017年12月31日，法院的设立、重组和撤销由乌克兰总统根据法律规定的程序进行；
7）在两年内，法官从一个法院调任到另一个法院，由乌克兰总统根据最高司法委员会的相应提议进行；
8）在《乌克兰宪法（关于司法）修正案》生效之前任命的乌克兰宪法法院法官，继续行使职权，直至其职权终止或按照《乌克兰宪法》第 1491 条的规定被免职，且无权再次被任命。在《乌克兰宪法修正案（关于司法）》生效之日已年满65岁，但尚未作出免职决定的乌克兰宪法法院法官的职权终止；
9） 根据法律，在乌克兰《关于修改宪法（关于司法）的法律》生效之前已提起诉讼的案件中，由检察院代表公民在法院进行辩护，按照该法律生效之前有效的规则进行，直到相关案件作出不可上诉的最终判决为止；
10) 在《乌克兰宪法修正案（关于司法）》生效前被任命的乌克兰总检察长，在按照规定程序免职前，继续行使总检察长的职权，但任期不得超过其被任命的任期，且不得连任两届；
11) 根据本宪法第 1311 条第 1 款第 3 项和第 1312 条的规定，自 2017 年 1 月 1 日起，最高法院和上诉法院的代理权仅由检察官或律师行使；自 2018 年 1 月 1 日起，上诉法院的代理权仅由检察官或律师行使； 在初审法院，自2019年1月1日起。
自2020年1月1日起，国家机关和地方自治机关在法院的代理权仅由检察官或律师行使。
在《乌克兰宪法修正案（关于司法）》生效前启动的诉讼程序中，法院的代理按照该法生效前的规则进行，直到相关案件作出不可上诉的最终判决为止。